# Оксид лития-кобальта(III)
Оксид лития-кобальта(III) (кобальтит лития, кобальтат лития) — неорганическое соединение,
двойной оксид лития и кобальта с формулой LiCoO2 (Li2O•Co2O3),
тёмно-серые кристаллы,
не растворяется в воде.

## Получение
- Спекание нитратов лития и кобальта при 400—700 °C.

## Физические свойства
Оксид лития-кобальта(III) образует тёмно-серые кристаллы нескольких модификаций:
- тригональная сингония, пространственная группа R 3m, параметры ячейки a = 0,28156 нм, c = 1,40542 нм, Z = 1;
- кубическая сингония, пространственная группа F m3m, параметры ячейки a = 0,799 нм.

Не растворяется в воде.

## Применение
- Большая часть используемых в портативной электронике литий-ионных электрических аккумуляторов изготавливается с применением положительного электрода из кобальтита лития.[2][3]